# NBA 2K2
NBA 2K2 is een computerspel dat werd ontwikkeld door Visual Concepts en uitgegeven door Sega Sports. Het spel is het derde uit de serie NBA 2K en tevens het eerste computerspel uit de serie dat voor meerdere platforms uitkwam. Het spel kwam in 2001 uit voor de Sega Dreamcast. Een jaar later volgde een release voor de GameCube, PlayStation 2 en Xbox. Met het sportspel kan de speler basketbal spelen. Het spel omvat TExhibition, Season, Franchise, arcade street modes en de mogelijkheid om zelf gemaakte toernooien te spelen. Het perspectief van het spel is in de derde persoon.

## Platforms
| Jaar | Platform                      |
| ---- | ----------------------------- |
| 2001 | Dreamcast                     |
| 2002 | GameCube, PlayStation 2, Xbox |

## Ontvangst
| Beoordeeld door  | Platform      | Datum            | Score |
| ---------------- | ------------- | ---------------- | ----- |
| Gaming Age       | Dreamcast     | 19 november 2001 | 100%  |
| GamePro (USA)    | Dreamcast     | 23 oktober 2001  | 100%  |
| Gaming Age       | GameCube      | 18 april 2002    | 91%   |
| Planet Dreamcast | Dreamcast     | 31 oktober 2001  | 90%   |
| GameSpy          | Dreamcast     | 4 november 2001  | 90%   |
| Gamekult         | Dreamcast     | 8 maart 2002     | 90%   |
| Game Freaks 365  | PlayStation 2 | 19 april 2003    | 87%   |
| GameSpot         | GameCube      | 19 maart 2002    | 86%   |
| Jeuxvideo.com    | Dreamcast     | 8 maart 2002     | 85%   |
| Operation Sports | PlayStation 2 | 2 februari 2002  | 80%   |

## Trivia
- Zoals bij de voorgaande vier spellen van deze serie staat opnieuw de Amerikaanse basketballer Allen Iverson van de Philadelphia 76ers op de cover.